# علی‌اصغر یوسف‌نژاد
علی‌اصغر یوسف‌نژاد (زادهٔ ۱۳۳۸ در ساری) سیاستمدار و اقتصاددان اصلاح طلب، دبیر هیئت رئیسه مجلس دهم و نمایندهٔ مردم ساری و میاندورود در دورهٔ پنجم، هشتم و دهم مجلس شورای اسلامی است.
وی در مهر ماه سال ۱۳۹۲ با حکم وزیر امور اقتصادی و دارایی به عنوان معاون پارلمانی وزارت اقتصاد منصوب شد و تا سال ۱۳۹۴ در این سمت بود.
پس از آغاز به کار دهمین دوره مجلس شورای اسلامی او با کسب ۱۳۵ رای توانست صاحب یکی از کرسی‌های هیئت رئیسه در اولین دوره انتخابات با عنوان دبیر هیئت رئیسه شود. همچنین در سومین دوره انتخابات هئیت رئیسه مجلس دهم با اخذ ۱۲۹ رای دوباره به عنوان دبیر هیئت رئیسه مجلس شورای اسلامی انتخاب شد.